# 福元一義
福元 一義（ふくもと かずよし、1930年11月5日 - 2016年9月）は、日本の漫画家、漫画編集者、漫画アシスタント。元手塚プロダクション所属。別名：福本一義、福本かずよし、伊奈たかし。
手塚治虫のチーフアシスタントを20年以上務める。手塚24歳頃の担当編集でもあり当時から作画を手伝っていた。

## 経歴
鹿児島県に生まれる。鹿児島県立鹿屋高等学校卒業後、グラフィックデザイナーを目指して1949年に日本大学芸術学部に進学。1952年、下宿先で知り合った絵本作家にイラストを認められ少年画報社を紹介され、大学を中退して同社に入社する。少年画報の編集者として、手塚治虫、福井英一、高野よしてる、武内つなよし、河島光広を担当する。「手塚番」だった折に、漫画家になる志向と「早く原稿をもらう」方策として、手塚のアシスタントを引き受ける。
1955年に自作に専念するため退社するものの、依頼を引き受けすぎてその大半を落とすという事件や悪書追放運動で『轟名探偵』が槍玉に挙がるなどしたため、一時期漫画が嫌になったという。1957年から1960年代前半まで武内つなよしの「プレイングマネージャー」を務める。武内にとって福元は恩人にあたる（福井英一が急死した際、新人である武内を抜擢し、『赤胴鈴之助』を描き継がせた）。
1965年に手塚治虫が『マグマ大使』を連載開始するにあたって少年画報編集部に出した条件が「福元をアシスタントとして迎えられるならやってもいい」というものであり、同作で手塚のアシスタントを務め、作品後半はほぼ代筆であったという。同時期、手塚の元チーフアシスタント井上智の「智プロ」に入社したが、1968年頃に退社した。
1970年、正式に手塚プロダクションに入社。以降手塚が死去するまでアシスタント、チーフアシスタントを務めた。
2016年11月、手塚プロダクション等の関係者により、9月に逝去していたことが明らかになった。手塚治虫の長女で手塚プロダクション取締役の手塚るみ子もTwitterで逝去に触れ、取材に対して手塚治虫に多大な協力をした人物の訃報を知らなかったことを申し訳なく思っているという趣旨を述べた。

## 作品リスト

### 漫画
- 動物おじさん訪問記（少年画報、1954年7月号）
- 原子大帝（ます美書房あり文庫、1955年）福本一義 名義
- 大空の歌（ます美書房あり文庫、1955年）福本一義 名義
- オトナの秘密（ます美書房あり文庫、1955年）福本一義 名義
- 怪物ガビラ（少年画報、1956年4月号付録-6月号付録）
- ゆうれい博士（少年画報、1956年8月号-12月号付録）
- 妖怪博士（少年クラブ、1956年5月号付録）
- 夕やけこやけ（少年クラブ、1956年7月号）
- 火星魔人（少年クラブ、1956年8月号付録-9月号付録）
- 宇宙魔人（少年、1956年夏休み大増刊号付録「痛快漫画ブック」）
- 怪物ラドン（少年、1956年10月号付録）
- 猿人ジゴラ（少年、1956年11月号付録）
- 幽霊船X（冒険王、1956年夏休み増刊号
- 怪獣博士（冒険王、1956年10月号-1957年2月号）
- 轟名探偵（少年クラブ、1956年夏休み増刊号）
- フランダースの犬（なかよし、1956年6月号付録）
- 決戦上手投げ（太平洋文庫漫画全集、1956年）福本一義 名義
- 熱血しろ星くん（ます美書房あり文庫、1956年）福本一義 名義
- わたしはポピちゃん（原作：瀬川みどり、なかよし、1957年）福本かずよし 名義
- 轟名探偵（少年クラブ、1957年1月号-1958年7月号）
- 探偵小僧初てがら（冒険王、1957年お正月増刊号）
- 鋼鉄の巨人（冒険王、1957年9月号付録）
- 第二の宇宙（少年、1957年お正月増刊号付録「探偵漫画ブック」）
- 冒険児ゴット（ぼくら、1957年4月号付録）
- 吸血獣グラントス（ぼくら、1957年夏の臨時増刊号）
- スーパーくん（少年画報、1957年10月号-1958年3月号）
- 姿なき犯人（漫画王、1957年7月号付録）
- 予告殺人（漫画王、1957年10月号）
- 白馬にのったきょうだい（少女クラブ、1958年2月号）
- 宇宙探偵局（中一コース、1958年）
- 暗室（鈴木出版、1959年）
- 夜光る蛇（鈴木出版、1959年）
- 殺人不連続線（鈴木出版、1959年）
- 地球S.O.S（冒険王、1959年夏休み大増刊「探偵痛快号」）
- 月影忍法帖（東邦図書出版、1963年）福本一義 名義
- 動く密林（別冊少年マガジン、1965年新年特大号）伊奈たかし 名義
- 戦え!オスパー（原作：山野浩一、少年キング、1965年）伊奈たかし 名義
- 黒い鏡（別冊少年キング、1966年9月号）
- スペースマン （原作：山浦弘靖、まんが王、1966年）
- ウルトラセブン（講談社テレビコミックス、1967年-1968年、たのしい幼稚園、1968年5月増刊号）
- 宇宙からきた一寸法師（ぼくら、1968年11月号）
- ウルトラマン（たのしい幼稚園、1970年7月号-1971年4月号）